# Hae
Cette page contient des caractères spéciaux ou non latins. S’ils s’affichent mal (▯, ?, etc.), consultez la page d’aide Unicode.
Pour les articles homonymes, voir Hae.
Hae, (ჰაე, [haɛ], en géorgien) est la 33e lettre de l'alphabet géorgien.

## Linguistique
Hae est utilisé pour représenter le son [h].
Dans la norme ISO 9984, la lettre est translittérée par « h ».

## Représentation informatique
- Unicode[1] :
  - Asomtavruli Ⴠ : U+10C0
  - Mkhedruli et nuskhuri ჰ : U+10F0